# Claudia Steger (Leichtathletin)
Claudia Steger-Richter, geborene Steger, (* 24. April 1959 in Augsburg) ist eine ehemalige deutsche Leichtathletin, die auf den Sprint spezialisiert war.
Sie war als Jugendliche und Juniorin mehrfache Deutsche Meisterin. 1975 gewann sie bei den Junioreneuropameisterschaften in Athen die Bronzemedaille mit der bundesdeutschen 4-mal-100-Meter-Staffel. Zwei Jahre später in Donezk gewann die Staffel die Silbermedaille. Noch erfolgreicher war die 4-mal-400-Meter-Staffel (Friederike Vombohr, Claudia Steger, Ina Wallburg, Gaby Bußmann), die mit dem Juniorenweltrekord von 3:32,8 min Junioreneuropameister wurde.
Im Erwachsenenbereich nahm Steger bereits 1976 an den Olympischen Spielen teil. In Montreal wurde sie mit der bundesdeutschen 4-mal-400-Meter-Staffel Fünfte. 1978 wurde Steger zum ersten Mal Deutsche Meisterin, sie gewann in der Halle im 200-Meter-Lauf. Bei den Europameisterschaften im selben Jahr erreichte sie in Prag mit der 4-mal-100-Meter-Staffel den sechsten Platz, über 200 Meter schied sie im Zwischenlauf aus.
1981 gewann Steger insgesamt vier Deutsche Meistertitel, in der Halle mit der 4-mal-200-Meter-Staffel und im Freien über 200 Meter sowie mit der 4-mal-100- und der 4-mal-400-Meter-Staffel. In diesen drei Disziplinen vertrat sie den DLV auch im selben Jahr beim Europacup in Zagreb und wurde jeweils Vierte.
1982 nahm sie an den Halleneuropameisterschaften in Mailand über 200 Meter teil. In der Freiluftsaison wurde Steger Deutsche Meisterin mit der 4-mal-400-Meter-Staffel. Bei den Europameisterschaften in Athen startete sie im 400-Meter-Lauf, schied aber im Vorlauf aus. Ihre letzten Deutschen Meisterschaften gewann sie 1983 in der Halle mit der 4-mal-200-Meter-Staffel und 1984 mit der 4-mal-100-Meter-Staffel.
Steger startete für den TSV Göggingen und die LG Bayer Leverkusen. Sie heiratete 1989 den Hürdensprinter Wolfgang Richter.

## Persönliche Bestzeiten
- 100 Meter: 11,63 s (1982)
- 200 Meter: 22,95 s (1981)
- 400 Meter: 52,48 s (1981)